# Passendale
Passendale (pronunciación en neerlandés: /ˈpɑsə(n)daːlə/; también Passchendaele, Passchendoale) es un municipio belga que desde 1977 forma parte de Zonnebeke, en la Provincia de Flandes Occidental.
Tenía una población esencialmente rural que vivía de una agricultura basada en el regadío de los canales. En el siglo XIX se producía además bastante encaje. La enseñanza la llevaba una orden de monjas de San Vicente de Paúl. En la Primera Guerra Mundial el pueblo fue totalmente devastado en la Batalla de Passchendaele, del 31 de julio al 10 de noviembre de 1917. Tras la guerra, el pueblo se reconstruyó según los planos del arquitecto brujense R. Cauwe.

## Passendale en el arte
- El grupo musical Iron Maiden le dedicó la canción Paschendale en 2003
- Álbum Passiondale del grupo God Dethroned (2009)
- Passchendaele (2008), película del director canadiense Paul Gross[3]

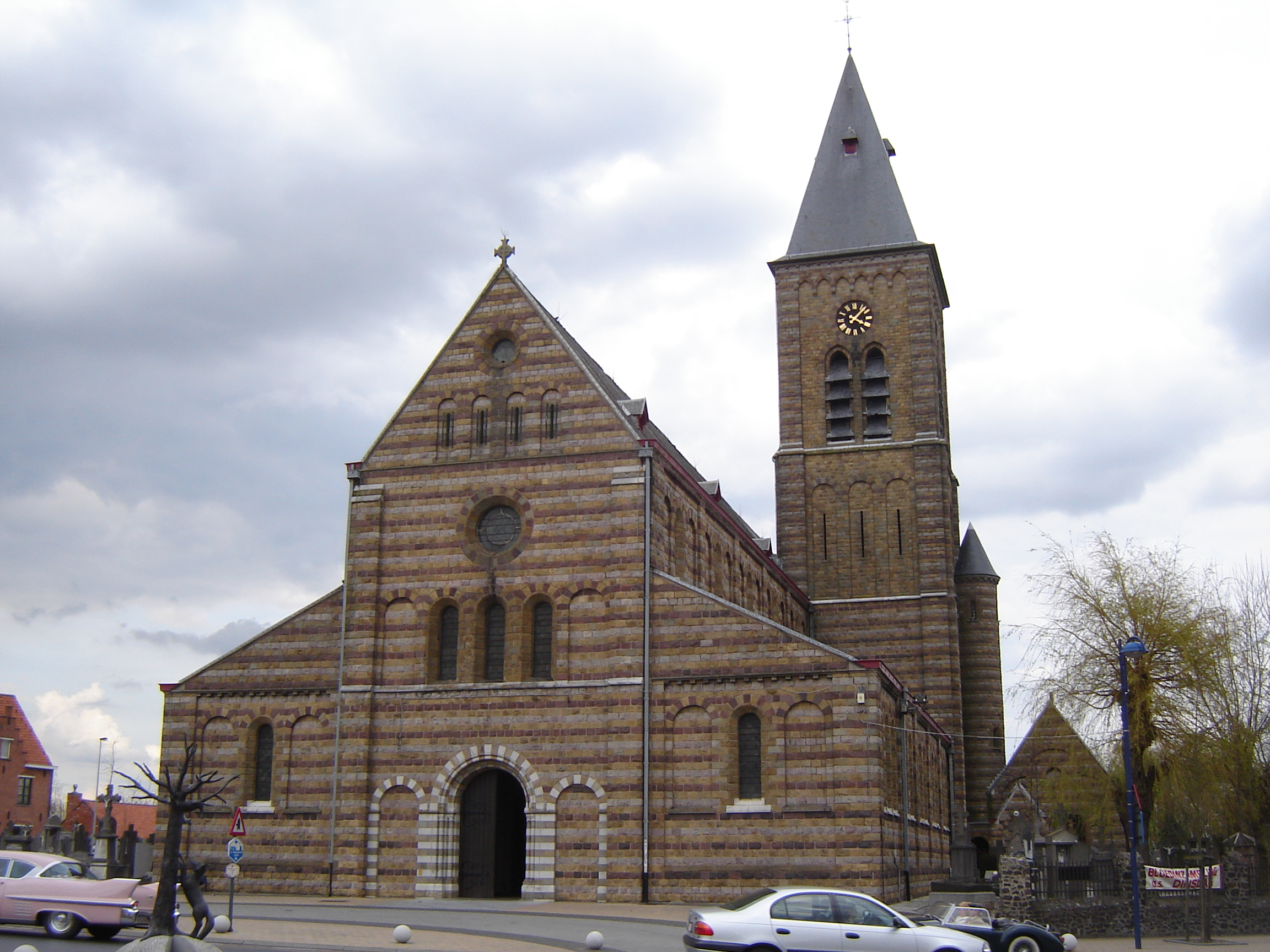
Iglesia neorománica
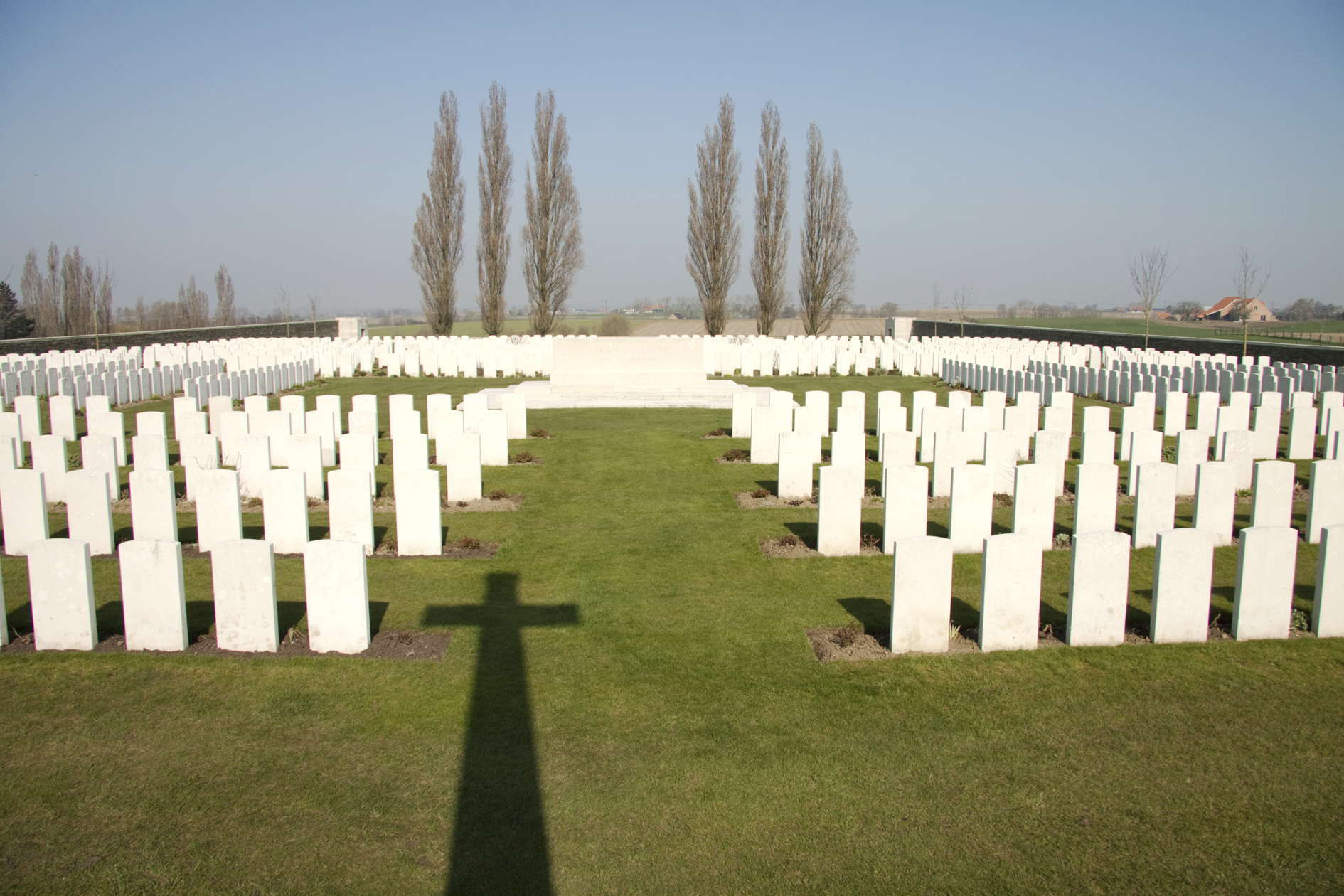
Cementerio británico
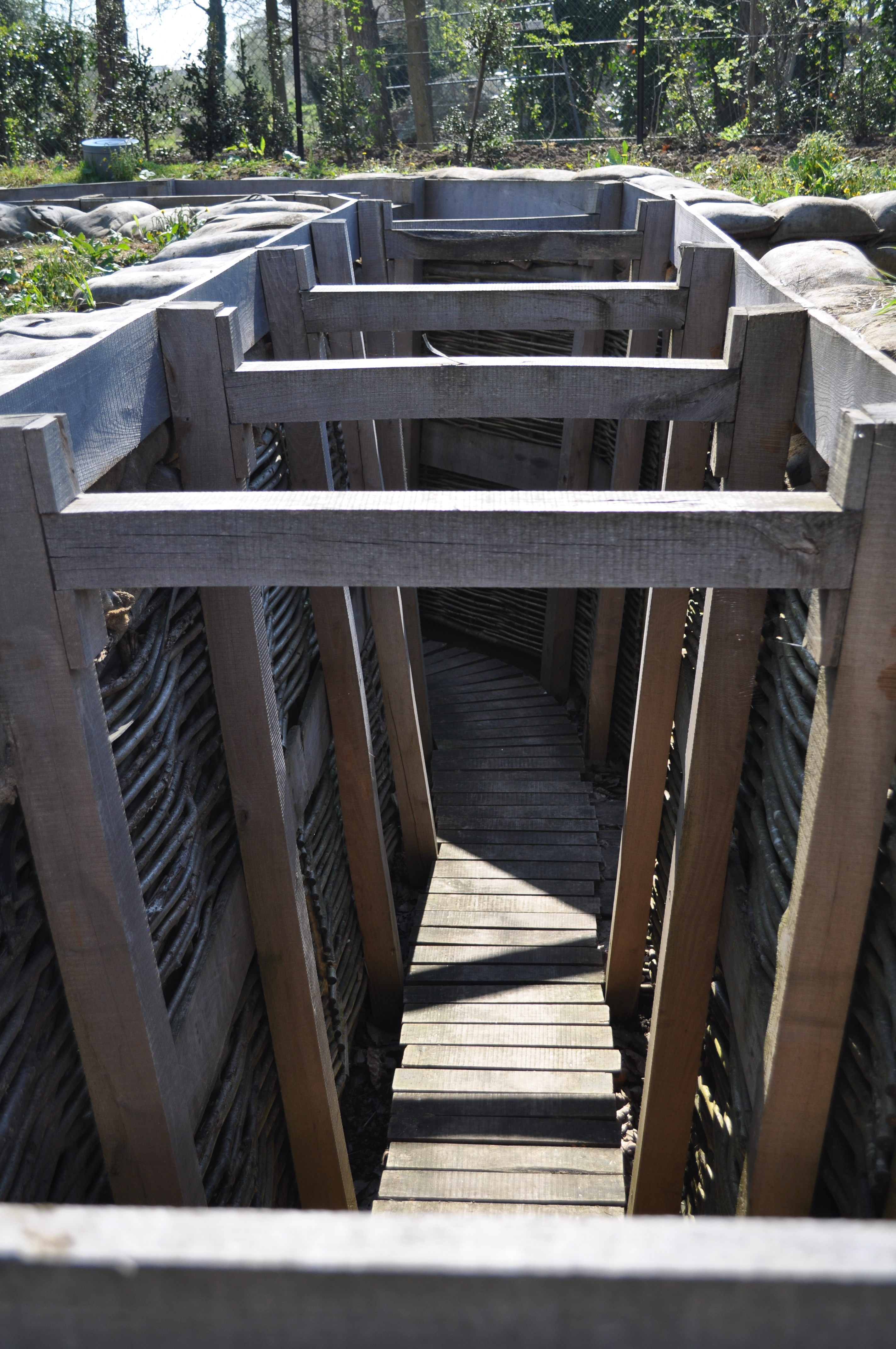
Museo
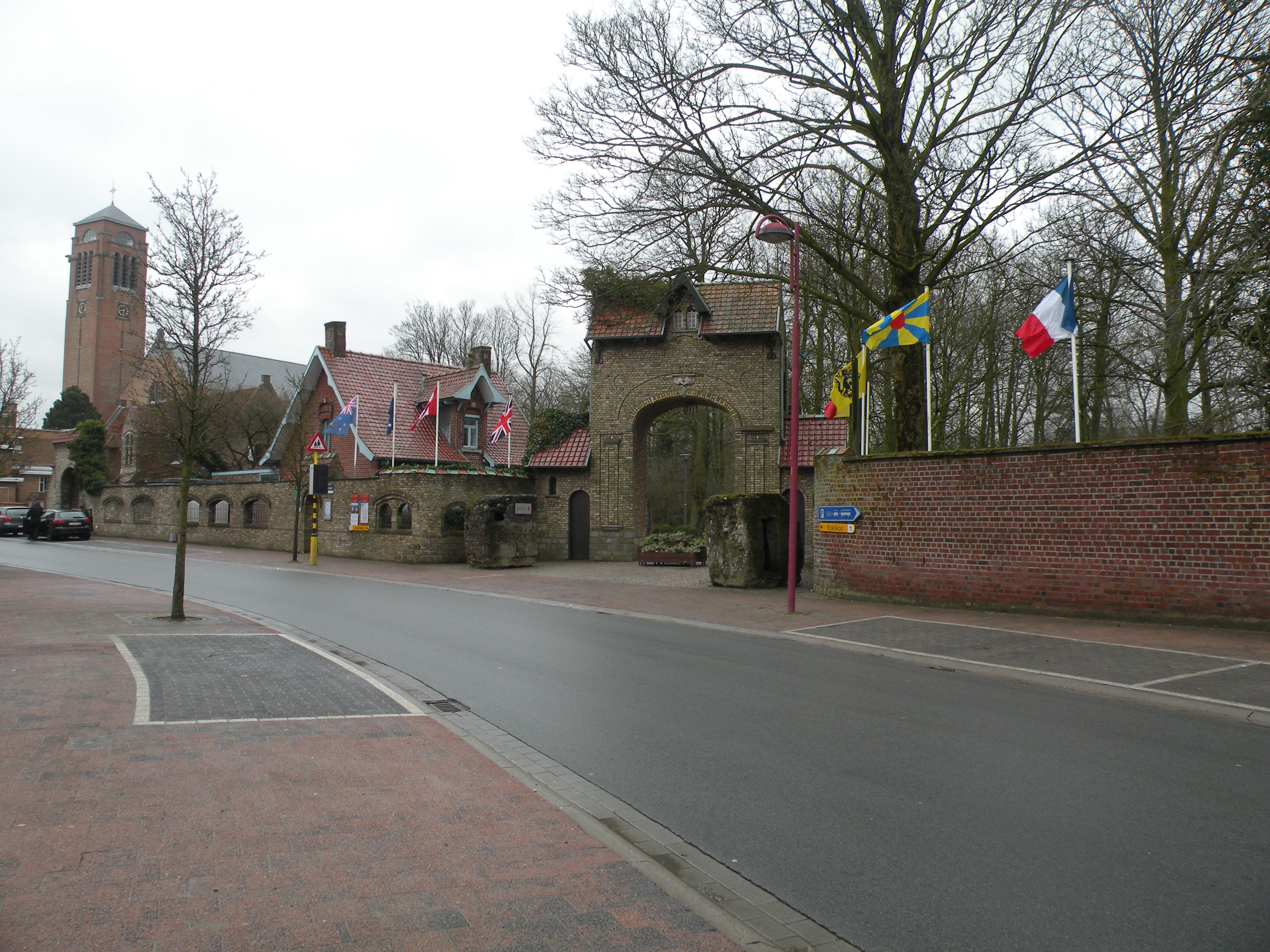
entrada del museo